# 瓦爾迪維亞河

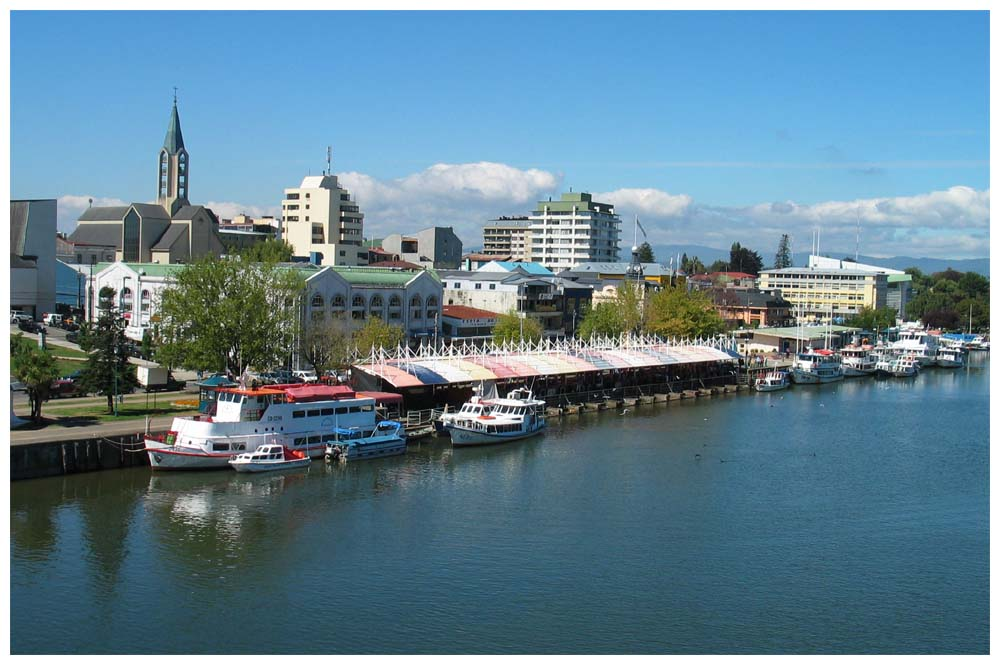
瓦爾迪維亞河

瓦爾迪維亞河（西班牙語：Río Valdivia）是智利的河流，位於該國南部瓦爾迪維亞省，河道全長15公里，流域面積10,275平方公里，最終注入科拉爾灣，河道最窄處只有100米。

## 外部連結
- Valdivia River

39°52′44″S 73°23′05″W / 39.878852°S 73.384824°W